# Louis Dutens
Louis Dutens (15. ledna 1730, Tours – 23. května 1812, Londýn) byl francouzský spisovatel.
Narodil se protestantským rodičům v Tours. Jako dospělý se odstěhoval do Londýna, kde pracoval jeho strýc jako klenotník, a získal zde místo soukromého vychovatele. Sám se učil matematice, řečtině, italštině, španělštině a orientálním jazykům. V říjnu 1758 byl jmenován kaplanem a sekretářem anglického vyslance u dvora v Turíně. Později zde zastával funkci zmocněnce.
Louis Dutens posbíral a zveřejnil kompletní vydání prací Gottfrieda Leibnitze a sám napsal Recherches sur l'origine des découvertes attribuées aux modernes (roku 1766). Po návratu do Anglie mu vévoda z Northumberlandu pomohl se usadit v Elsdonu a zaměstnal ho jako vychovatele svého syna. Roku 1775 se Louis Dutens stal členem francouzské Académie des Inscriptions et Belles-Lettres a britské Royal Society. Zemřel v Londýně roku 1812.

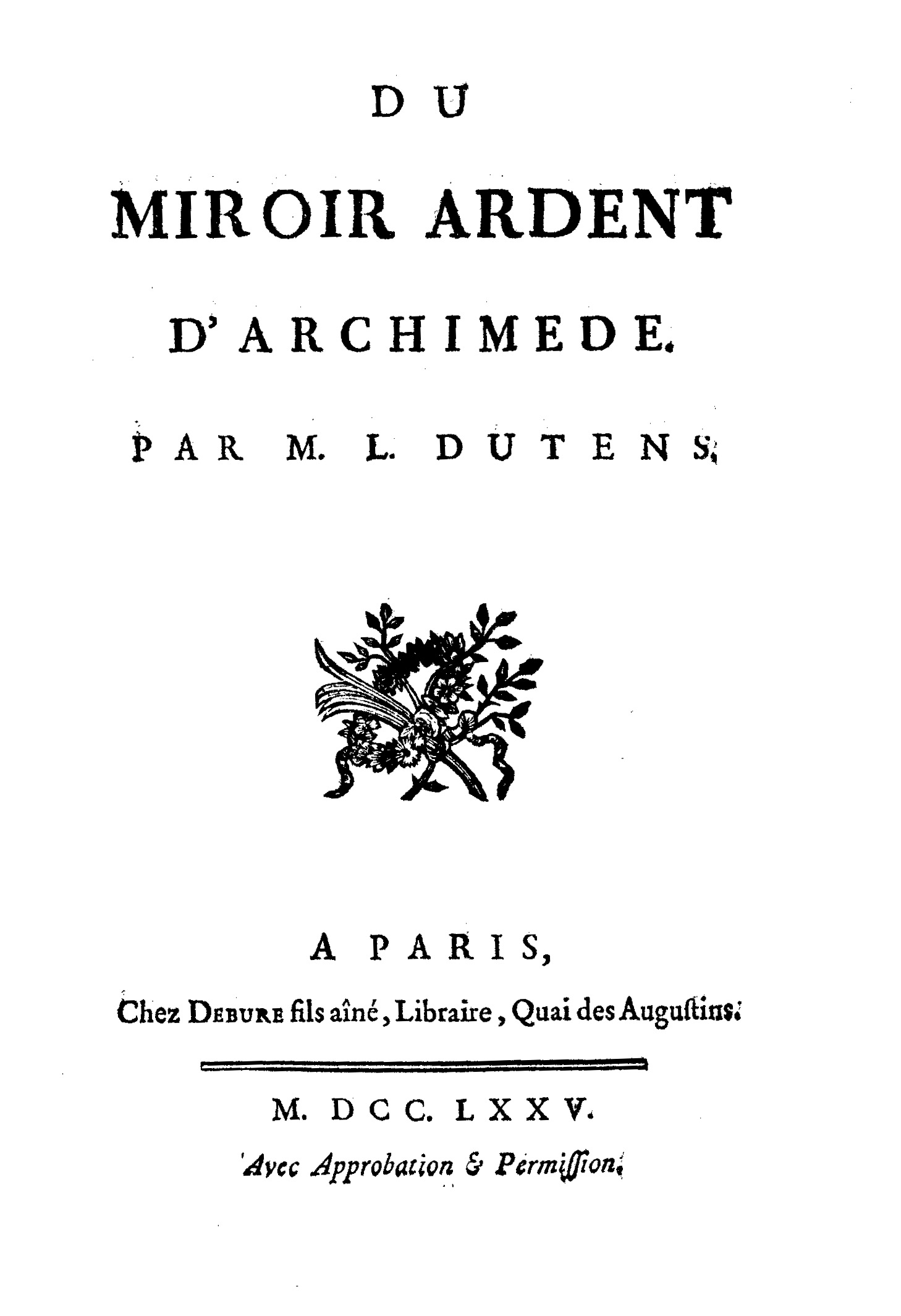
Du miroir ardent d'Archimede, 1775